# Pedro Ivo Mira Gomes
Pedro Ivo Mira Gomes é um advogado brasileiro.
Foi candidato a deputado estadual para a Assembleia Legislativa de Santa Catarina pelo Partido Trabalhista Brasileiro (PTB), recebendo 2.391 votos, ficando suplente e foi convocado para a 5ª Legislatura (1963-1967).